# Brustbild eines Mädchens (Andrea del Verrochio)

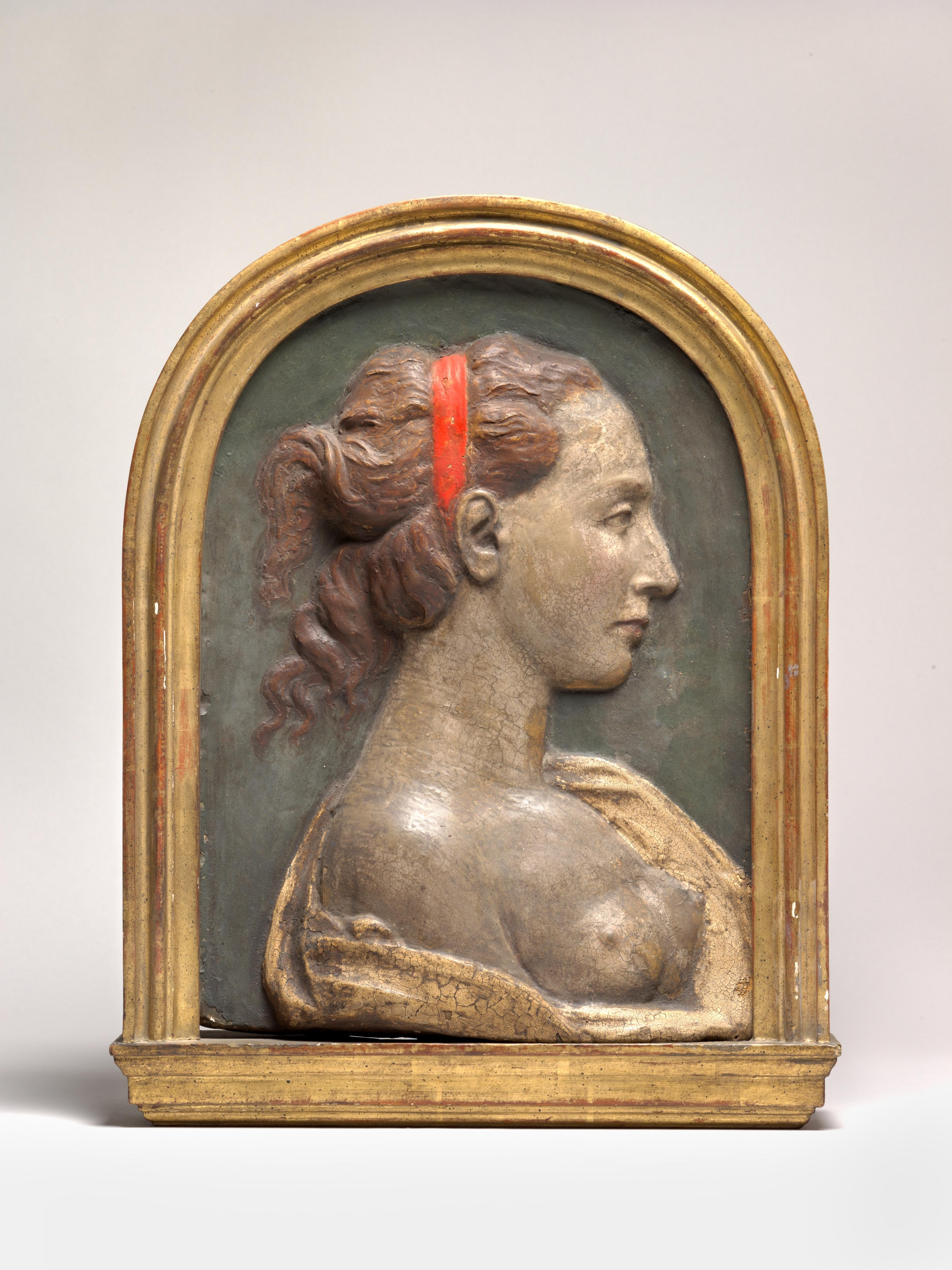
Andrea del Verrocchio, Brustbild eines Mädchens, ca. 1460, Bode-Museum

Das sogenannte Brustbild eines Mädchens ist ein um 1460 entstandenes Halbrelief aus Stuck, das dem italienischen Bildhauer und Maler Andrea del Verrocchio zugeschrieben wird. Möglicherweise wurde es nach einem Marmorrelief desselben Künstlers gefertigt. Das Relief gehört dem Kaiser Friedrich-Museums-Verein und ist in der Skulpturensammlung und Museum für Byzantinische Kunst im Bode-Museum in Berlin ausgestellt.

## Beschreibung
Auf der flachen, gefassten Stucktafel mit den Maßen 52 × 41 × 8 cm zeigt im Halbrelief das Profilbild einer jungen Frau mit halb entblößter Brust. Die Frau hat kastanienbraunes, leicht gewelltes Haar, das von einem kräftig roten Band zusammengehalten wird. Auf der Rückseite fällt das Haar locker nach unten. Sie trägt ein gelbliches, steifes Gewand, das von den Schultern nach vorn fällt und den Blick auf ihre Brust für die Betrachtenden freigibt. Die Materialität des Gewands erinnert den Kunsthistoriker Wilhelm von Bode an Moiréstoff.
Es handelt sich bei dem Werk um ein Halbrelief mit halbkreisförmigem Abschluss. Das Brustbild wird eingerahmt von einem vergoldeten Rahmen, der ebenfalls aus Stuck gefertigt ist.
Von der ursprünglich reichen Vergoldung und Bemalung des Werks sind heute nur noch Reste zu sehen.

## Geschichte und Provenienz
Das Werk wurde im Jahr 1912 von Wilhelm von Bode als ein Geschenk für die Berliner Sammlung entgegengenommen. Eine Zuschreibung an einen Künstler gab es zu dieser Zeit noch nicht.
Es wird angenommen, dass es sich hierbei um eine Nachbildung eines Marmorreliefs handelt, das sich in der Sammlung des Victoria & Albert Museums in London befindet. Es ist aus der Privatsammlung von Henry Vaugham in den Besitz des Londoner Museums gekommen. Dort wurde es zunächst Desiderio da Settignano zugeschrieben; inzwischen wird es jedoch in der kunstwissenschaftlichen Forschung überwiegend Andrea del Verrocchio zugeordnet. Die Londoner Variante sowie eine weitere, vergleichbare Arbeit in Marmor, die sich in Mailand im Museo d’Arte Antica befindet, zeigen ebenfalls eine jüngere, leicht bekleidete Frau mit ausgeschnittenem Kleid auf einer ovalen Platte. Bis heute ist nicht eindeutig geklärt, ob es sich bei den Darstellungen um Porträts handelt.

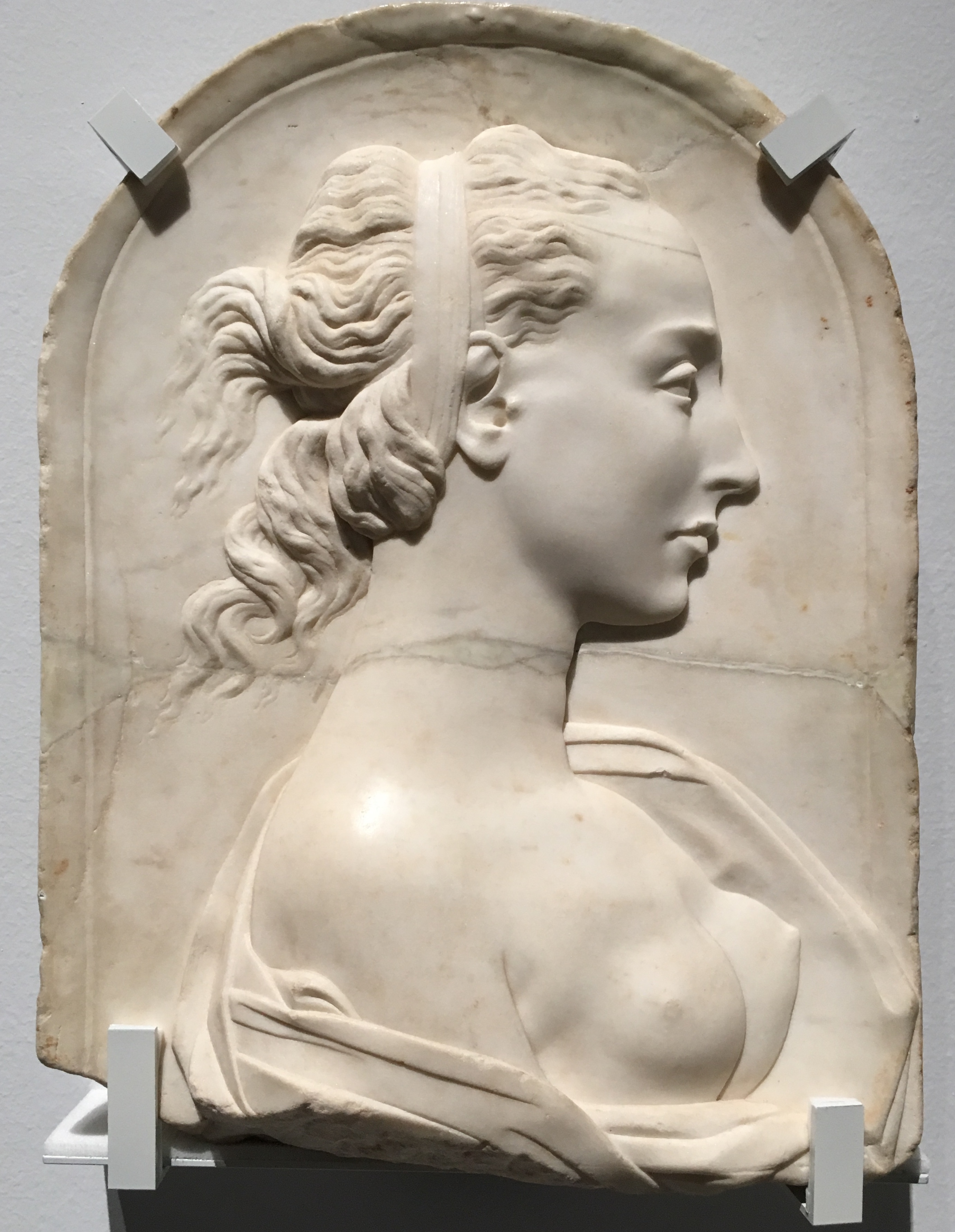
Relief
Andrea del Verrocchio
2. Hälfte des 15. Jahrhunderts
Marmor
Victoria and Albert Museum London

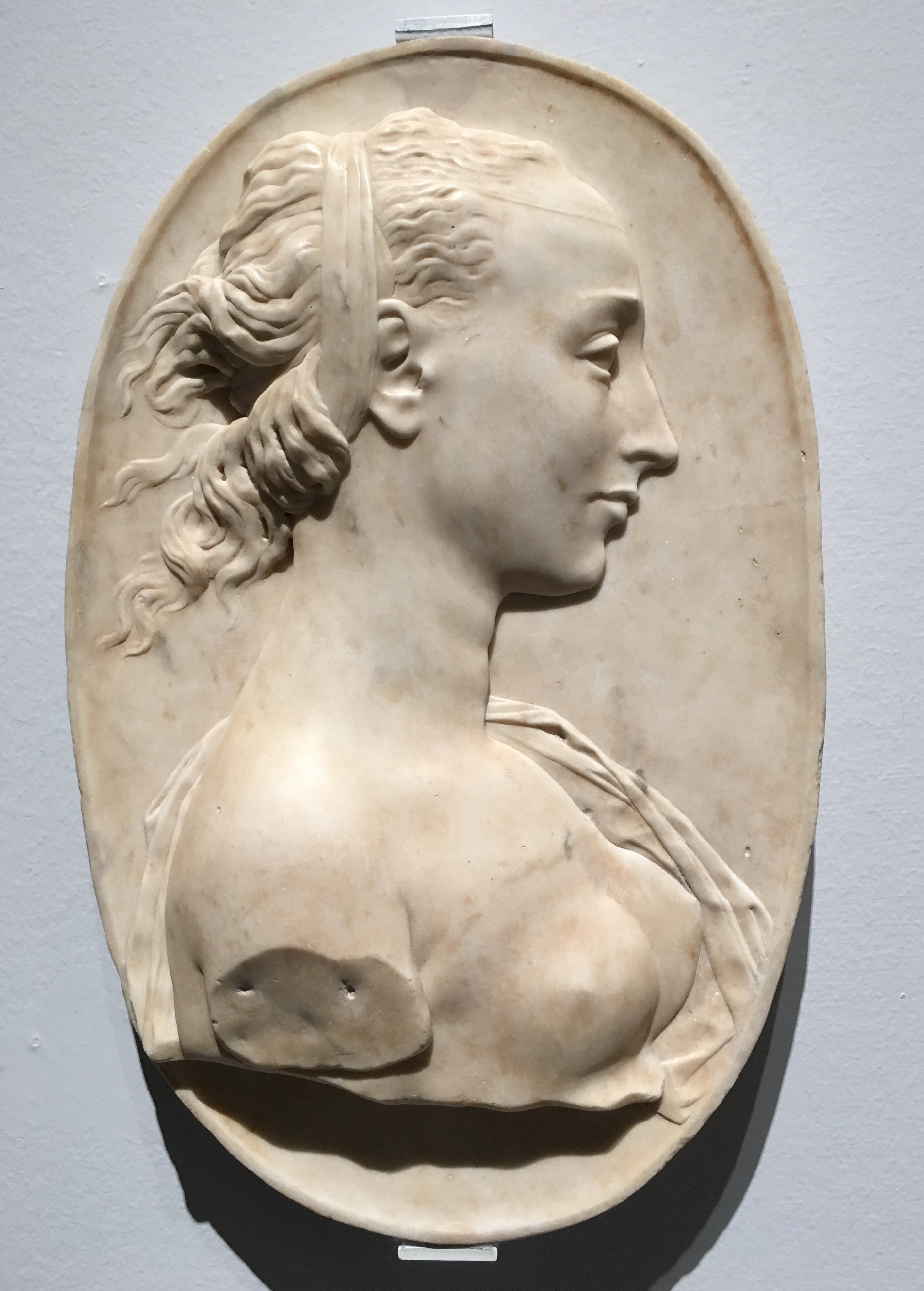
Un’eroina antica (Olimpia o Cleopatra)
Andrea del Verrocchio, 1461–1464
Marmor
Museo d’Arte Antica Milano